# Blang Paoh Dua
Blang Paoh Dua is een bestuurslaag in het regentschap Aceh Timur van de provincie Atjeh, Indonesië. Blang Paoh Dua telt 1000 inwoners (volkstelling 2010).